# 九九式十糎山砲
九九式十糎山砲（99しき10せんちさんぽう）とは、大日本帝国陸軍が1939年（昭和15年）に制式化した口径105mmの山砲である。

## 概要
1937年（昭和12年）に始まった日中戦争では、当初、従来からの装備であった41式山砲や94式山砲が、歩兵とともに行動可能な山砲として戦地に投入されたが、さらに10cmクラスの高威力の軽火砲が要求されるに至った。研究開発にあたった陸軍技術本部は、中国軍が使用していたフランスのシュナイダー社製105mm砲の鹵獲品を内地に送らせ、試験を行った。その結果、94式山砲よりもやや重量が増すが、分解して駄載することは可能と判断してこの砲を再設計し、分解して10頭に駄載可能な99式10センチ山砲として制式化された。
砲身はオートフレッタージュ(自己緊縮)方式の単肉砲身で、油圧式駐退機を装備し、分解可能な折りたたみ式脚架を持っていた。分解搬送が可能とは言っても、常時駄載するには重すぎたため、原則として組み立てたままばん曳し、悪路で分解駄載するものとされた。ばん曳に要する馬は2頭、分解駄載に要する馬は10頭である。しかし、制式採用の直後に太平洋戦争に突入したため、本砲よりも92式歩兵砲の生産が優先されることとなった。そのため99式山砲の生産数は少なかった。
昭和16年には分離薬筒式を完全弾薬筒式に改める改造が行なわれた。